# Gruiu
Gruiu è un comune della Romania di 6 585 abitanti, ubicato nel distretto di Ilfov, nella regione storica della Muntenia. 
Il comune è formato dall'unione di 4 villaggi: Gruiu, Lipia, Siliștea Snagovului, Șanțu-Florești.